# La Miscelánea: periódico quincenal independiente
La Miscelánea: periódico quincenal independiente va ser una publicació periòdica que va sortir a Reus l'any 1895. Portava un subtítol: «Dedicado a los noveles escritores»
Només se'n coneix un número, que va sortir el 9 de març de 1895. Els impulsors, un grup de joves, diuen que volen recollir les aficions, els gustos, les característiques, els costums i els ideals de la joventut reusenca. La revista, que havia de sortir cada quinze dies, tenia un apartat de notes locals, on parlava de les activitats culturals, teatrals i esportives de la ciutat. Una pàgina i mitja recollia narracions i poemes d'autors que sempre signaven amb pseudònim o amb les inicials: S., Francisco Volátil, F. R. T., Melitón...
S'imprimia a la Impremta Ferrando a la plaça de la Constitució (Mercadal). i tenia mida foli. Gras i Elies diu: «Vivió muy poco».
L'únic número conegut es conserva a l'hemeroteca de la Biblioteca Central Xavier Amorós de Reus.